# David Papineau
David Papineau (născut în 1947) este un academician britanic și un filosof. Lucrează ca profesor de Filosofia științei la King's College din Londra. Este născut în Italia și a copilărit în Africa de Sud, locuiește în Londra, cu soția lui, Rose Wild, cu care are doi copii: Katy și Louis.
Este preocupat de epistemologie, Filosofia științei și Filosofia minții. Papineau este bine cunoscut ca un susținător al naturalismului și realismului în epistemologie și în filosofia științei.

## Publicații
- For Science in the Social Sciences (1978)
- Theory and Meaning (1979)
- Reality and Representation (1987)
- Philosophical Naturalism (1993)
- Introducing Consciousness' (2000)
- Thinking about Consciousness (2002)
- The Roots of Reason: Philosophical Essays on Rationality, Evolution and Probability (2003)
- The Cultural Origins of Cognitive Adaptations Arhivat în 16 mai 2010, la Wayback Machine. (2006)